# GCA (파일 포맷)
GCA는 2000년에 쓰루타 신이치(鶴田真一)가 개발한 프리웨어 압축 유틸리티이다.